# Стовпинська сільська рада (Корецький район)
Сто́впинська сільська́ ра́да — орган місцевого самоврядування в Корецькому районі Рівненської області. Адміністративний центр — село Стовпин.

## Загальні відомості
- Стовпинська сільська рада утворена в 1946 році.
- Територія ради: 14,526 км²
- Населення ради: 634 особи (станом на 2001 рік)

## Населені пункти
Сільській раді підпорядковані населені пункти:
- с. Стовпин

## Склад ради
Рада складається з 14 депутатів та голови.
- Голова ради: Немира Олександр Миколайович
- Секретар ради: Москалик Андрій Андрійович

### Керівний склад попередніх скликань
| Прізвище, ім'я, по батькові  | Основні відомості                                                                       | Дата обрання | Дата звільнення |
| ---------------------------- | --------------------------------------------------------------------------------------- | ------------ | --------------- |
| Сябер Валентин Іванович      | Сільський голова, 1948 року народження, член Народної партії                            | 26.03.2006   | 01.10.2008      |
| Немира Олександр Миколайович | Сільський голова, 1960 року народження, освіта середня спеціальна, безпартійний         | 15.03.2009   | 31.10.2010      |
| Немира Олександр Миколайович | Сільський голова, 1960 року народження, освіта середня спеціальна, член Народної партії | 31.10.2010   |                 |

Примітка: таблиця складена за даними сайту Верховної Ради України